# Guzet-Neige
Guzet-Neige è una stazione sciistica situata nella zona dell'Haute-Ariège del dipartimento dell'Ariège nei Pirenei francesi. La salita che porta a questa località è stata utilizzata tre volte come punto di arrivo di una tappa del Tour de France.

## Ubicazione
Guzet si trova tra i 1 100 e i 2 100 metri di altitudine, nell'Ariège, al centro dei Pirenei.
La stazione consta di tre aree:
- Guzet 1400
- Prat-Mataou
- Le Freychet

La località può essere raggiunta da due direzioni: da ovest passando per la valle dell'Ustou o da est passando per il Col de Latrape da Aulus-les-Bains.

## Strutture
Ci sono 40 chilometri di piste servite da impianti di risalita, oltre a uno snowpark.
- 7 verdi
- Liaison guzet
- Baby
- Baby 1
- Baby 2
- Bamby
- Muscadet
- Ecureuil
- 10 blu
- Liaison prat
- Picou
- Schuss
- Gerac
- Toboggan
- Renards
- Zig
- Souleillous (1&2)
- La trappe
- 9 rosse
- La trappe
- Coqs
- Vallon Blanc
- Hetre
- Arrechs
- Myrtilles
- Perdrix
- Rocs
- Cabanes
- 6 nere
- Arrech
- Combe
- Guzet
- Dome
- Rhododendrons
- Isard

## Ciclismo

### Dettagli della salita
La salita inizia dal villaggio di Seix sul fiume Salat e condivide gran parte del percorso con l'ascesa al Col de Latrape, dove c'è una deviazione verso la strada dipartimentale D68 un chilometro prima della vetta. Da qui ci sono altri sei chilometri prima di arrivare alla stazione sciistica, per un totale di 23,7 km con un dislivello di 1 010 metri alla media del 4,3%, mentre la sezione finale ha una media dell'8%.

### La salita al Tour de France
La salita alla stazione sciistica è stata in tre occasioni la fine di una tappa del Tour de France, l'ultima nel 1995. È stata classificata come salita di prima categoria.
| Anno | Tappa | Partenza tappa           | Lunghezza tappa | Altezza arrivo | Vincitore        | Maglia gialla   |
| ---- | ----- | ------------------------ | --------------- | -------------- | ---------------- | --------------- |
| 1984 | 11ª   | Pau                      | 226,5           | 1 480 m        | Robert Millar    | Vincent Barteau |
| 1988 | 14ª   | Blagnac                  | 163             | 1 515 m        | Massimo Ghirotto | Pedro Delgado   |
| 1995 | 14ª   | Saint-Orens-de-Gameville | 164             | 1 510 m        | Marco Pantani    | Miguel Indurain |